# Diana Dilova-Braynova
Diana Dilova-Braynova (cirílico:Диана Дилова-Брайнова) (Sófia , 1 de janeiro de 1952) é uma ex-basquetebolista búlgara que conquistou a Medalha de Prata disputada nos XXII Jogos Olímpicos de Verão realizados em 1980 na cidade de Moscovo, União Soviética e a Medalha de Bronze nos XXI Jogos Olímpicos de Verão realizados em 1976 em Montreal, Canadá.